# 杜伦法学院
54°46′30″N 1°34′29″W / 54.775082°N 1.574678°W
杜伦法学院 是杜伦大学法学院的简称。根据英国完全大学指南、英国卫报、以及英国泰晤士大学排名等资料, 杜伦法学院在全英法学院平均排名为第4。 根据2018年QS世界大学排名的法律专业排名,杜伦法学院位列全球第47位。 而根据2019年泰晤士高等教育世界大学排名的法律专业排名,杜伦法学院位列全球第42位。
杜伦法学院的法学教育深获褒奖的一大核心原因是教职人员在办公室内以讨论课的形式进行小班辅导课教学。杜伦法学院的重点研究学科是公法与人权、商法与公司法、欧盟法与国际法、生物法、以及中国法。
托姆•布鲁克斯 是现任法学院院长。2018年初, 在杜伦法学院成立五十周年之际, 英国议会下院曾专程向杜伦法学院致贺。

## 学程
杜伦法学院分别提供三年制本科以及四年制本科(含一年国外学习经历)法学学士 学位。 两类学士课程的目的均为培养在英格兰及威尔士地区具有法律执业资格的出庭律师或事务律师。杜伦法学院毕业生的就业能力在全英法学院中属于最佳之列。 杜伦法学院提供广泛的课程, 包括几乎每一种最核心之法学科目, 例如属于法学院研究重点的公法与人权、商法与公司法、欧盟法与国际法、生物法(含医药法)、以及中国法、比较法、家事法和法理学。
杜伦法学院也提供丰富的法学硕士类课程如综合性法学硕士、公司法法学硕士、 欧洲贸易法与欧洲商法法学硕士、国际贸易法与国际商法法学硕士、以及国际法与国际治理法学硕士。
另有学术研究类学位包括一年的法理学法学硕士, 以及法学博士。 杜伦法学院设有一间教职人员公共休息厅和一间研究生套房。 从两者均可饱览属于联合国教科文组织保护建筑的杜伦大教堂和属于杜伦大学的大学学院的杜伦城堡 全景。

## 声望
根据2016年英国完全大学指南的排名, 杜伦法学院位列全英第三, 仅次于剑桥和牛津。
根据2014年的全英研究卓越框架 (REF)评价结果, 杜伦法学院的研究质量与影响力位列全英第三。 此前, 在2008年的全英研究评价测试 (RAE) 中, 根据杜伦法学院提交的研究成果被评为最高级别的“四星级”成果的数量, 杜伦法学院位列全英第四。 更早时候, 在2001年的全英研究评价测试 (RAE) 中, 杜伦法学院是全英五所获评为最高级别“五星级”的法学院之一。
杜伦法学院在最近的英国教学质量评比中获得最高等级“优秀”的评级并始终在全英各类法学院排行榜上名列前茅。 在英国最高法院法官的毕业院校中，杜伦法学院的毕业生在除了牛津剑桥以外的所有大学法学院中是最多的。
根据“最佳择校指南”在2014年公布的全球五十所最令人印象深刻的法学院评选结果，杜伦法学院的建筑被评为世界上最令人印象深刻的法学院大楼。

## 研究

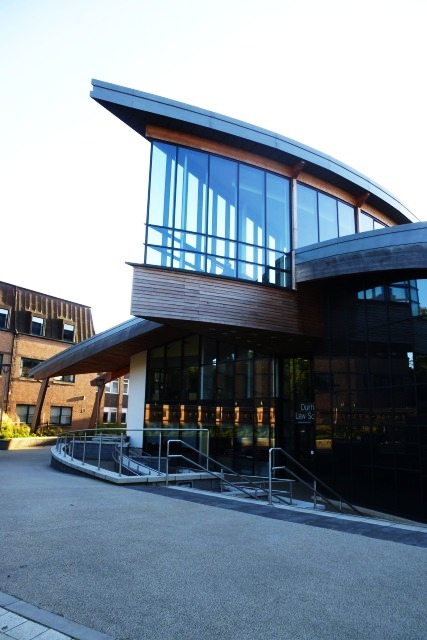
杜伦法学院

### 研究中心
杜伦法学院拥有多家研究所和研究中心并向所有教研人员及法学院学生开放。 这些研究机构包括刑法及刑事正义中心、伦理与法律中心、杜伦欧洲法研究所、性别平等媒体中心、杜伦性别与法律、人权中心、商事法与公司法研究所、伊斯兰、法律与现代性、以及杜伦法律与全球正义。

### 主要研究领域
- 生物法：包含“生物伦理”，“医事法”，及“知识产权”问题的研究。[20]
- 比较法
- 刑法 与刑事正义：包括 国际刑法、陪审团审判、有组织的犯罪、量刑 以及 惩罚 和恢复性正义的研究。
- 英国私法与商法：包括商事 欺诈、消费者法、合同法, 公司法、衡平法、私法的欧洲化、知识产权、 国际贸易法、法与经济学、赔偿、侵权法。
- 欧盟法：包括欧盟宪法、欧盟对外贸易, 欧盟竞争法。
- 性别与法律：包括歧视、平等与多样化、女性主义法律理论、 性别与犯罪 、以及法律职业女性等。
- 人权：包括 反恐 问题、 歧视法律、1998人权法案、国际人权法、媒体自由及宗教自由
- 法律理论：包括法理学、法律现实主义、道德哲学、多文化主义、政治哲学、社会法研究及国际法理论
- 国际公法：包括 国际人权法、国际人道主义法、和平与冲突研究、 国际刑法与世贸组织法
- 英国公法：包括人权、公民、比较宪法、分权、安全服务审查及 英国移民法。[21]

## 著名校友

### 著名毕业生

#### 司法界
- 吉尔·布莱克 女爵 - 史上第二位成为 英国最高法院大法官的女性 [22]
- 安东尼·休斯 勋爵 - 英国最高法院大法官

#### 政界
- 格拉汉姆·布拉迪 英国议会议员
- 罗伯特·巴克兰 御用大律师；英国议会议员；英格兰及威尔士副总检察长
- 厄尔·泼墨罗 美国众议院前议员
- 詹姆士·华顿 英国议会前议员

#### 媒体界
- 加比·罗根 英国广播公司体育节目主持人